# Puerto Morazán
Puerto Morazán est une municipalité nicaraguayenne du département de Chinandega au Nicaragua.